# Norbert Neuser

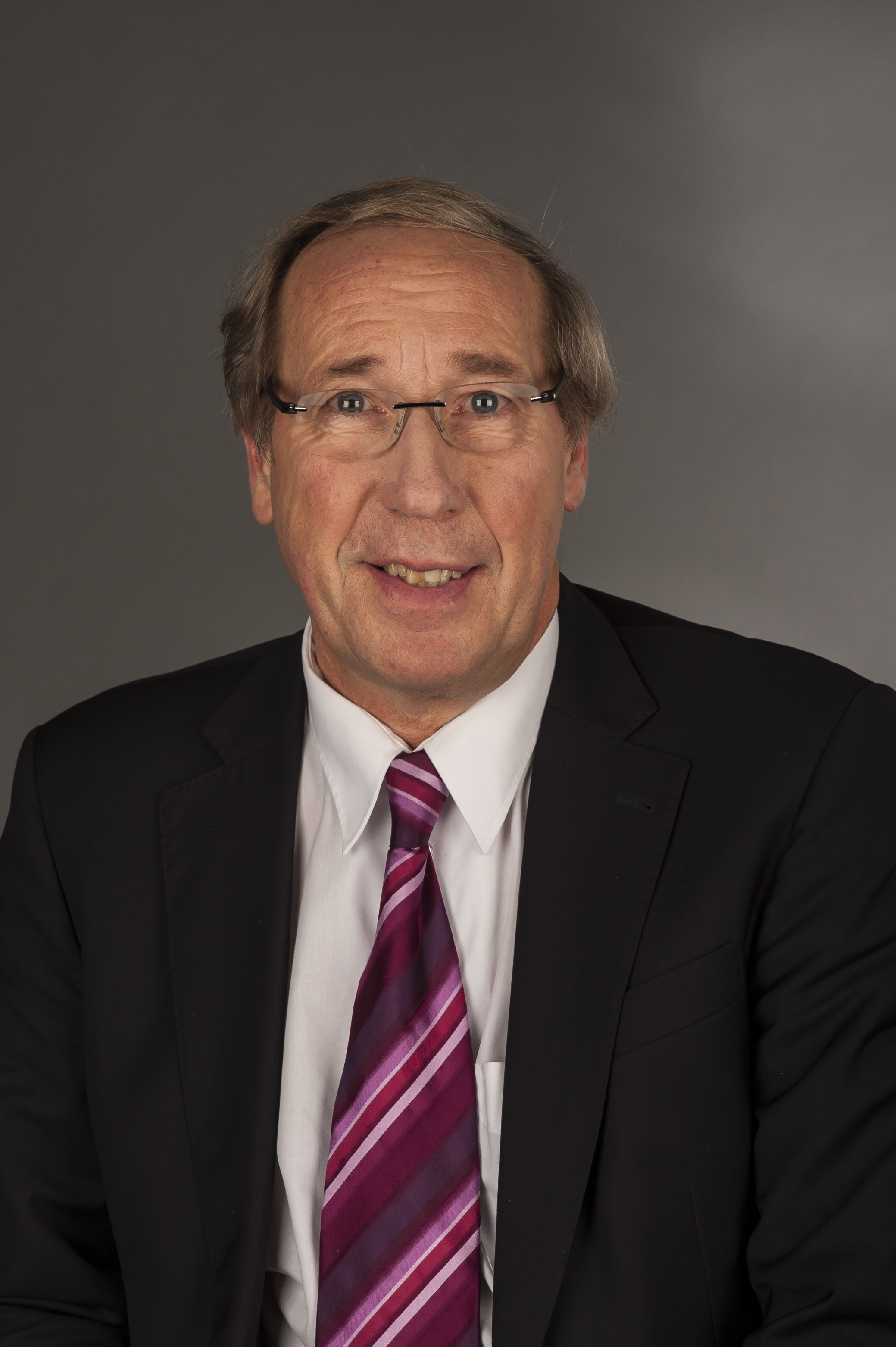
Norbert Neuser

Norbert Hans Neuser (* 22. März 1949 in Boppard) ist ein deutscher Politiker (SPD). Von 2009 bis 2022 war er Abgeordneter im Europaparlament.

## Leben
Neuser besuchte die Volksschule in Boppard und absolvierte sein Abitur 1969 am dortigen Kant-Gymnasium. Von 1969 bis 1973 studierte er an der Erziehungswissenschaftlichen Hochschule Rheinland-Pfalz in Koblenz (heute Teil der Universität Koblenz-Landau) für das Lehramt an Grund- und Hauptschulen die Fächer Mathematik, Sport und Politik. Ein Jahr war Neuser Lehrer an der Sonderschule in Boppard, bis er 1974 auf die Hauptschule in Emmelshausen wechselte. Ein Zusatzstudium schloss er 1978 mit dem Schwerpunkt Erwachsenenbildung als Diplom-Pädagoge ab.
Seit 1986 war er Schulleiter, zuletzt seit 1993 an der Fritz-Strassmann-Schule Boppard. Dort organisierte er seit 1997 das europäische Nils-Holgerson-Projekt, einen gemeinsamen Erfahrungsaustausch für Schüler von Schulen aus Schweden, Finnland, Ungarn, der Slowakei, Portugal und Russland. 
Neuser ist verheiratet, hat drei erwachsene Kinder und lebt in Boppard.

## Politik
Seit 1972 ist Neuser Mitglied der SPD. Von 1982 bis 1984 war er Mitglied im Jungsozialisten-Bundesvorstand, bis er 1984 bis 1985 Juso-Landesvorsitzender in Rheinland-Pfalz wurde. 1983 organisierte Neuser die bundesweite Entwicklungshilfeaktion Pflastersteine für Nicaragua. Seitdem ist er mit dem nicaraguanischen Staatspräsidenten Daniel Ortega befreundet. 
Schwerpunkt der politischen Arbeit Neusers ist die Nord-Süd-Politik. Er verfügt über vielfältige internationale Verbindungen, die sich zumeist aus Hilfsprojekten ergeben haben, u. a. nach Südafrika und in osteuropäische Staaten.
Zwischen 1982 und 1986 war er Mitorganisator von Jugendbegegnungen und Treffen mit Ungarn, der Sowjetunion und der DDR vor der Wende 1989. Von 1991 bis 2009 war Neuser ehrenamtlicher Kreisbeigeordneter des Landkreises Rhein-Hunsrück-Kreis. Von 1986 bis 2006 war Neuser Vorsitzender des Kreisverbandes SPD Rhein-Hunsrück-Kreis und 2002 Direktkandidat im Bundestagswahlkreis Mosel/Rhein-Hunsrück. Er unterlag seinem Konkurrenten Peter Bleser (CDU). 1998 kandidierte er in Rhein-Hunsrück-Kreis für das Amt des Landrates und unterlag dem Amtsinhaber Bertram Fleck (CDU).
Seit 2006 ist er Vorsitzender des Eine-Welt-Forums Rheinland-Pfalz. Das Forum Eine Welt berät die SPD in Fragen der Globalisierung, Friedens- und Entwicklungspolitik. Seit 2007 ist Neuser Repräsentant der Region Zala/Ungarn im Mittel-Ost-Europa-Zentrum am Flughafen Frankfurt-Hahn, einer zentralen Anlaufstelle in Fragen der Handels- und Wirtschaftsförderung zwischen Deutschland und Ländern Mittel- und Osteuropas. Im Jahr 2008 wurde Neuser in die Kommission Internationale Politik des SPD-Parteivorstandes unter Vorsitz von Frank-Walter Steinmeier gewählt.
Bei der Europawahl 2009 kandidierte Neuser zum ersten Mal für das Europaparlament. Mit dem Listenplatz 21 gelang ihm der Einzug ins Parlament. Dort wurde er Mitglied des Entwicklungsausschusses. Bei den gleichzeitig zur Europawahl durchgeführten rheinland-pfälzischen Kommunalwahlen 2009 wurde Neuser als Kreistagsmitglied des Rhein-Hunsrück-Kreises bestätigt.
Für die Europawahl 2014 erhielt Neuser Listenplatz 27, mit welchem er wieder ins Europaparlament einziehen konnte. Bei der ebenfalls wieder gleichzeitig durchgeführten rheinland-pfälzischen Kommunalwahlen 2014 wurde Neuser wieder in den Kreistag gewählt.
Bei der Europawahl 2019 zog er über den Listenplatz 14 erneut in das Europaparlament ein. Am 10. Januar 2022 legte er sein Mandat aus Altersgründen nieder. Für ihn rückte Karsten Lucke ins Europaparlament nach.

## Mitgliedschaften
Neuser war Mitglied der Europa-Union Parlamentariergruppe Europäisches Parlament. Seit 2010 ist er Mitglied im Kuratorium der Fridtjof-Nansen-Akademie für politische Bildung im Weiterbildungszentrum Ingelheim.